# Jarvis Summers
Jarvis Terrell Summers (Jackson, Misisipi, 16 de marzo de 1993) es un baloncestista estadounidense que actualmente se encuentra sin equipo. Con 1,91 metros de estatura, juega en la posición de base.

## Trayectoria deportiva

### Universidad
Jugó cuatro temporadas con los Ole Miss Rebels de la Universidad de Misisipi, en las que promedió 12,2 puntos, 2,1 rebotes y 4,0 asistencias por partido. En 2014 fue incluido por los entrenadores en el segundo mejor quinteto de la Southeastern Conference, tras promediar 17,3 puntos y 3,8 asistencias.

### Profesional
Tras no ser elegido en el Draft de la NBA de 2015, sí lo fue en el Draft de la NBA Development League por los Rio Grande Valley Vipers en el puesto 10 de la primera ronda. Únicamente llegó a disputar tres partidos, en los que no consiguió anotar ni un solo punto, siendo primero desactivado y luego despedido en el mes de diciembre.
La temporada siguiente fichó por el BK Levickí Patrioti de la Extraliga de Eslovaquia, donde jugó una temporada en la que promedió 11,1 puntos, 4,1 asistencias y 4,0 rebotes por partido.
En agosto de 2017 fue elegido por los Wisconsin Herd en el draft de expansión en la séptima ronda.